# Palaeoloxodon chaniensis
Palaeoloxodon chaniensis також Palaeoloxodon creutzburgi — вимерлий вид карликового слона з прямим бивнем. Вид описано з обмежених останків, знайдених у Стілосі та печері Вамос, Ханья, Західний Крит.